# Acanthodactylus schmidti
Espèce
Synonymes
- Acanthodactylus cantoris schmidti Haas, 1957

Statut de conservation UICN

 LC  : Préoccupation mineure
Acanthodactylus schmidti est une espèce de sauriens de la famille des Lacertidae.

## Répartition
Cette espèce se rencontre en Iran, en Irak, en Jordanie, aux Émirats arabes unis, au Koweït et en Oman.

## Description
C'est un reptile terrestre vivant dans des milieux arides à désertique. Dans sa description Georg Haas indique que le spécimen en sa possession mesure 24 cm dont 16 cm pour la queue. Il précise que celui-ci est plus grand que les représentants de la sous-espèce Acanthodactylus cantoris arabicus auxquels il le compare.

## Classification
Cette espèce était autrefois considérée comme une sous-espèce d'Acanthodactylus cantoris (sous le nom de Acanthodactylus cantoris schmidti), mais elle a été élevée au rang d'espèce par Edwin Nicholas Arnold en 1980.

## Étymologie
Cette espèce est nommée en l'honneur du zoologiste américain Karl Patterson Schmidt (1890-1957).

## Publication originale
- Haas, 1957 : Some amphibians and reptiles from Arabia. Proceedings of the California Academy of Sciences, ser. 4, vol. 29, no 3, p. 47-86 (texte intégral).